# آتراکتوکارپوس
آتراکتوکارپوس(نام علمی: Atractocarpus) نام یک سرده از تیره روناسیان است.